# 艾莉森·史托珂
艾莉森·史托珂(Allison Stokke，1989年3月22日—），美國加利福尼亞州紐波特比奇人，撐竿跳高運動員。2007年5月，艾莉森·史托珂因為一張撐竿放在右肩的照片突然變成一個受歡迎的運動員。。5月艾莉森·史托珂成為華盛頓郵報頭版中的新聞人物。

## 外部連結
- 艾莉森·史托珂在的頁面
- All-Athletics profile （页面存档备份，存于）
- 艾莉森·史托珂的X（前Twitter）
- Discussion of deletion of Stokke's WIkipedia article （页面存档备份，存于） by The New York Times